# Simon Aspelin
Simon Aspelin (Saltsjöbaden, 11 maggio 1974) è un ex tennista svedese.

## Carriera
Aspelin è uno specialista nel doppio, ha vinto un titolo del Grande Slam nel doppio maschile agli US Open 2007 in coppia con Julian Knowle.

In coppia con Todd Perry ha preso parte a uno spettacolare quarto di finale a Wimbledon 2006. Contro Mark Knowles e Daniel Nestor sono arrivati al quinto set che si è concluso solo sul 23-21 in favore di Knowles e Nestor.

Nella sua più grande vittoria, gli US Open 2007, ha eliminato in coppia con Knowle i gemelli Bryan (testa di serie numero 1) nei quarti di finale, la coppia francese composta da Julien Benneteau e Nicolas Mahut in semifinale e infine hanno battuto in soli due set Lukáš Dlouhý e Pavel Vízner.

Sempre nel 2007 insieme a Knowle partecipò al Masters di fine anno raggiungendo per la prima volta in carriera la finale dove però sono stati sconfitti in due set da Mark Knowles e Daniel Nestor.

Partecipò ai Giochi Olimpici del 2008 in coppia con Thomas Johansson riuscendo a raggiungere la finale dove sono stati sconfitti dagli svizzeri Roger Federer e Stan Wawrinka vincendo quindi la medaglia d'argento. In semifinale avevano sconfitto Arnaud Clément e Michaël Llodra vincendo il terzo set per 19 a 17.
Si è ritirato dall'attività agonistica il 17 luglio 2011 dopo la sconfitta in finale allo Swedish Open di Båstad.

## Statistiche

### Doppio

#### Vittorie (12)
| Legenda                     |
| Grande Slam (1)             |
| Tennis Masters Cup (0)      |
| ATP Masters Series (0)      |
| ATP Championship Series (3) |
| ATP Tour (8)                |

| Titoli per superficie |
| Cemento (5)           |
| Terra rossa (5)       |
| Erba (1)              |
| Sintetico (1)         |

| N°  | Data             | Torneo                                                        | Superficie  | Compagno          | Avversari in finale                      | Punteggio        |
| 1.  | 7 febbraio 2000  | Marseille Open, Marsiglia                                     | Cemento     | Johan Landsberg   | Juan Ignacio Carrasco Jairo Velasco, Jr. | 7–6, 6–4         |
| 2.  | 19 maggio 2003   | Hypo Group Tennis International, Sankt Pölten                 | Terra rossa | Massimo Bertolini | Sargis Sargsian Nenad Zimonjić           | 6–4, 6–7, 6–3    |
| 3.  | 7 luglio 2003    | Swedish Open, Båstad                                          | Terra rossa | Massimo Bertolini | Lucas Arnold Ker Mariano Hood            | 6–7, 6–0, 6–4    |
| 4.  | 31 gennaio 2005  | Delray Beach International Tennis Championships, Delray Beach | Cemento     | Todd Perry        | Jordan Kerr Jim Thomas                   | 6–3, 6–3         |
| 5.  | 14 febbraio 2005 | RMK Championships, Memphis                                    | Cemento (i) | Todd Perry        | Bob Bryan Mike Bryan                     | 6–4, 6–4         |
| 6.  | 23 ottobre 2006  | St. Petersburg Open, San Pietroburgo                          | Sintetico   | Todd Perry        | Julian Knowle Jürgen Melzer              | 6–1, 7–6         |
| 7.  | 26 maggio 2007   | Hypo Group Tennis International, Pörtschach                   | Terra rossa | Julian Knowle     | Leoš Friedl David Škoch                  | 7–6, 5–7, [10-5] |
| 8.  | 17 giugno 2007   | Halle Open, Halle (Westf.)                                    | Erba        | Julian Knowle     | Fabrice Santoro Nenad Zimonjić           | 6–4, 7–6(5)      |
| 9.  | 15 luglio 2007   | Swedish Open, Båstad                                          | Terra rossa | Julian Knowle     | Martín García Sebastián Prieto           | 6–2, 6–4         |
| 10. | 7 settembre 2007 | US Open, New York                                             | Cemento     | Julian Knowle     | Lukáš Dlouhý Pavel Vízner                | 7–5, 6–4         |
| 11. | 26 luglio 2009   | German Open Hamburg, Amburgo                                  | Terra rossa | Paul Hanley       | Marcelo Melo Filip Polášek               | 6–3, 6–3         |
| 12. | 27 febbraio 2010 | Dubai Tennis Championships, Dubai                             | Cemento     | Paul Hanley       | Lukáš Dlouhý Leander Paes                | 6–2, 6–3         |

#### Finali perse (21)
| N°  | Data              | Torneo                                           | Superficie  | Compagno           | Avversari in finale                | Punteggio           |
| 1.  | 15 luglio 2001    | Swedish Open, Båstad                             | Terra rossa | Andrew Kratzmann   | Karsten Braasch Jens Knippschild   | 6–7, 6–4, 6–7       |
| 2.  | 29 luglio 2001    | Austrian Open, Kitzbühel                         | Terra rossa | Andrew Kratzmann   | Àlex Corretja Luis Lobo            | 3–6, 6–4, 3–6       |
| 3.  | 24 febbraio 2002  | ATP Buenos Aires, Buenos Aires                   | Terra rossa | Andrew Kratzmann   | Gastón Etlis Martín Rodríguez      | 6–3, 3–6, [4-10]    |
| 4.  | 14 aprile 2002    | Estoril Open, Estoril                            | Terra rossa | Andrew Kratzmann   | Karsten Braasch Andrej Ol'chovskij | 3–6, 3–6            |
| 5.  | 14 settembre 2003 | BCR Open Romania, Bucarest                       | Terra rossa | Jeff Coetzee       | Karsten Braasch Sargis Sargsian    | 6–7, 2–6            |
| 6.  | 11 luglio 2004    | Swedish Open, Båstad (2)                         | Terra rossa | Todd Perry         | Mahesh Bhupathi Jonas Björkman     | 6–4, 6–7, 6–7       |
| 7.  | 17 luglio 2004    | Mercedes Cup, Stoccarda                          | Terra rossa | Todd Perry         | Jiří Novák Radek Štěpánek          | 2–6, 4–6            |
| 8.  | 9 gennaio 2005    | Next Generation Adelaide International, Adelaide | Cemento     | Todd Perry         | Xavier Malisse Olivier Rochus      | 6–7, 4–6            |
| 9.  | 17 gennaio 2005   | Heineken Open, Auckland                          | Cemento     | Todd Perry         | Yves Allegro Michael Kohlmann      | 4–6, 6–7            |
| 10. | 20 giugno 2005    | Nottingham Open, Nottingham                      | Erba        | Todd Perry         | Jonathan Erlich Andy Ram           | 6–4, 3–6, 5–7       |
| 11. | 25 luglio 2005    | Indianapolis Tennis Championships, Indianapolis  | Cemento     | Todd Perry         | Paul Hanley Graydon Oliver         | 2–6, 1–3 ret.       |
| 12. | 10 ottobre 2005   | Japan Open Tennis Championships, Tokyo           | Cemento     | Todd Perry         | Satoshi Iwabuchi Takao Suzuki      | 4–5, 4–5            |
| 13. | 14 gennaio 2006   | Heineken Open, Auckland                          | Cemento     | Todd Perry         | Andrei Pavel Rogier Wassen         | 2–6, 7–5, [4-10]    |
| 14. | 14 gennaio 2007   | Heineken Open, Auckland                          | Cemento     | Chris Haggard      | Jeff Coetzee Rogier Wassen         | 7–6, 3–6, [2-10]    |
| 15. | 17 novembre 2007  | Tennis Masters Cup, Shanghai                     | Cemento (i) | Julian Knowle      | Mark Knowles Daniel Nestor         | 2–6, 3–6            |
| 16. | 16 agosto 2008    | Olimpiadi Estive, Pechino                        | Cemento     | Thomas Johansson   | Roger Federer Stan Wawrinka        | 4–6, 3–6, 7–6, 3–6  |
| 17. | 11 aprile 2009    | Grand Prix Hassan II, Casablanca                 | Terra rossa | Paul Hanley        | Łukasz Kubot Oliver Marach         | 6(4)–7, 6–3, [6-10] |
| 18. | 17 maggio 2009    | Madrid Open, Madrid                              | Terra rossa | Wesley Moodie      | Daniel Nestor Nenad Zimonjić       | 4–6, 4–6            |
| 19. | 25 ottobre 2009   | Stockholm Open, Stoccolma                        | Cemento (i) | Paul Hanley        | Bruno Soares Kevin Ullyett         | 4–6, 6(4)–7         |
| 20. | 14 febbraio 2010  | ABN AMRO World Tennis Tournament, Rotterdam      | Cemento (i) | Paul Hanley        | Daniel Nestor Nenad Zimonjić       | 4–6, 6–4, [7-10]    |
| 21. | 17 luglio 2011    | Swedish Open, Båstad (3)                         | Terra rossa | Andreas Siljeström | Robert Lindstedt Horia Tecău       | 6-3, 6-3            |

## Risultati in progressione

### Doppio
| Sigla | Risultato                        |
| ----- | -------------------------------- |
| V     | Vincitore                        |
| F     | Finalista                        |
| SF    | Semifinalista                    |
| QF    | Quarti di Finale                 |
| 4T    | Quarto turno                     |
| 3T    | Terzo turno                      |
| 2T    | Secondo turno                    |
| 1T    | Primo turno                      |
| RR    | Round Robin (World Finals)       |
| LQ    | Turno di Qualifica (Grande Slam) |
| A     | Assente                          |

| Legenda superfici    |
| Cemento              |
| Terra rossa          |
| Erba                 |
| Superficie variabile |

| Torneo                                          | Torneo                                          | 1997  | 1998  | 1999  | 2000  | 2001  | 2002  | 2003  | 2004  | 2005  | 2006  | 2007  | 2008  | 2009  | 2010  | 2011  | Titoli | V-S   |
| Grande Slam                                     |                                                 |       |       |       |       |       |       |       |       |       |       |       |       |       |       |       |        |       |
| Australian Open, Melbourne                      | Australian Open, Melbourne                      | A     | A     | A     | 3T    | 1T    | 2T    | 2T    | 2T    | 3T    | QF    | 2T    | 1T    | 1T    | 3T    | 1T    | 0 / 12 | 13–12 |
| Roland Garros, Parigi                           | Roland Garros, Parigi                           | A     | A     | A     | 1T    | 2T    | 1T    | 1T    | 1T    | 3T    | 2T    | 3T    | 3T    | 3T    | 1T    | 3T    | 0 / 12 | 12–12 |
| Wimbledon, Londra                               | Wimbledon, Londra                               | A     | A     | A     | 1T    | 2T    | 1T    | 2T    | QF    | 1T    | QF    | 1T    | 1T    | QF    | 2T    | 3T    | 0 / 12 | 14–12 |
| US Open, New York                               | US Open, New York                               | A     | A     | A     | 1T    | 1T    | 2T    | 1T    | 3T    | QF    | 2T    | V     | 2T    | 1T    | QF    | A     | 1 / 11 | 16–10 |
| Titoli                                          | Titoli                                          | 0 / 0 | 0 / 0 | 0 / 0 | 0 / 4 | 0 / 4 | 0 / 4 | 0 / 4 | 0 / 4 | 0 / 4 | 0 / 4 | 1 / 4 | 0 / 4 | 0 / 4 | 0 / 4 | 0 / 3 | 1 / 47 | N/A   |
| Vittorie-Sconfitte                              | Vittorie-Sconfitte                              | 0–0   | 0–0   | 0–0   | 2–4   | 2–4   | 2–4   | 2–4   | 6–4   | 7–4   | 8–4   | 8–3   | 3–4   | 5–4   | 6–4   | 4–3   | N/A    | 55–46 |
| Tennis Masters Cup / ATP World Tour Finals      |                                                 |       |       |       |       |       |       |       |       |       |       |       |       |       |       |       |        |       |
| Masters Grand Prix/ATP Tour World Championships | Masters Grand Prix/ATP Tour World Championships | A     | A     | A     | SF    | A     | A     | A     | A     | A     | A     | F     | A     | A     | A     | A     | 0 / 2  | 6–3   |
| Masters Series                                  |                                                 |       |       |       |       |       |       |       |       |       |       |       |       |       |       |       |        |       |
| Indian Wells                                    | Indian Wells                                    | A     | A     | A     | A     | A     | 1T    | A     | 1T    | 1T    | SF    | 1T    | 1T    | 1T    | SF    | 1T    | 0 / 9  | 6–9   |
| Key Biscayne                                    | Key Biscayne                                    | A     | A     | A     | 2T    | 2T    | 2T    | A     | 1T    | 1T    | 1T    | 2T    | QF    | 1T    | 2T    | 1T    | 0 / 11 | 6–11  |
| Monte Carlo                                     | Monte Carlo                                     | A     | A     | A     | A     | 1T    | 1T    | A     | A     | 2T    | QF    | SF    | QF    | 2T    | SF    | A     | 0 / 8  | 7–8   |
| Roma                                            | Roma                                            | A     | A     | A     | QF    | 2T    | 2T    | A     | A     | 2T    | QF    | 2T    | 2T    | 1T    | 2T    | A     | 0 / 9  | 6–9   |
| Amburgo                                         | Amburgo                                         | A     | A     | A     | 1T    | QF    | 1T    | A     | A     | 1T    | QF    | SF    | QF    | NM1   | NM1   | NM1   | 0 / 7  | 5–7   |
| Montreal / Toronto                              | Montreal / Toronto                              | A     | A     | A     | A     | A     | A     | A     | A     | 1T    | QF    | 2T    | 2T    | 1T    | 2T    | A     | 0 / 6  | 3–6   |
| Cincinnati                                      | Cincinnati                                      | A     | A     | A     | A     | A     | A     | A     | A     | 2T    | QF    | QF    | QF    | A     | 1T    | A     | 0 / 5  | 5–5   |
| Madrid Stoccarda                                | Madrid Stoccarda                                | A     | A     | A     | A     | A     | A     | A     | A     | 1T    | 1T    | QF    | QF    | F     | 2T    | A     | 0 / 6  | 6–6   |
| Parigi                                          | Parigi                                          | A     | A     | A     | A     | A     | A     | A     | A     | 1T    | 1T    | SF    | QF    | QF    | 1T    | A     | 0 / 6  | 5–6   |
| Titoli                                          | Titoli                                          | 0 / 0 | 0 / 0 | 0 / 0 | 0 / 3 | 0 / 4 | 0 / 5 | 0 / 0 | 0 / 2 | 0 / 9 | 0 / 9 | 0 / 9 | 0 / 9 | 0 / 8 | 0 / 9 | 0 / 2 | 0 / 69 | N/A   |
| Vittorie-Sconfitte                              | Vittorie-Sconfitte                              | 0–0   | 0–0   | 0–0   | 3–3   | 4–4   | 0–5   | 0–0   | 0–2   | 2–9   | 8–9   | 10–9  | 8–9   | 8–8   | 8–9   | 0-2   | N/A    | 51–69 |
| Ranking                                         | Ranking                                         | 355   | 322   | 111   | 51    | 50    | 55    | 40    | 45    | 17    | 19    | 8     | 22    | 23    | 26    | 74    | N/A    | N/A   |